# كاجا سيلفرمان
كاجا سيلفرمان (الإنجليزيّة: Kaja Silverman) (مواليد 16 سبتمبر/أيلول 1947) مؤرخة فنيّة ومنظّرة نقديّة أمريكيّة. هي حالياً أستاذة كاثرين وكيث إل. ساش لتاريخ الفن في جامعة بنسلفانيا. حصلت كاجا سيلفرمان على شهادة الدكتوراة في اللغة الإنجليزيّة من جامعة براون. بعد ذلك قامت بالتدريس في جامعة ييل وكليّة ترينيتي وجامعة سايمون فريزر وجامعتها الأم براون وجامعة روتشستر، كما شغلت لعدّة سنوات منصب أستاذة في قسم البلاغة في جامعة كاليفورنيا في بركلي. حازت أيضاً على زمالة غوغنهايم عام 2008، كما تحمل حالياً جائزة أندرو دبليو. ميلون للإنجاز المتميّز.

## أعمالها
ترتكز كتاباتها وتدريسها بشكل أساسيّ على التصوير الفوتوغرافي والفن المعاصر والرسم. تقوم حالياً بكتابة المجلد الثاني من كتاب A Three-Personed Picture: or the History of Photography Part 2، المكوّن من ثلاثة أجزاء تتحدّث عن تاريخ ونظريّة التصوير الفوتوغرافيّ. نُشر الجزء الأول من الكتاب معجزة التماثل (الإنجليزيّة: Miracle of Analogy) عام 2015.
كتبت سيلفرمان كثيراً عن شخصيّات عامّة عدّة، بما في ذلك الفنانين: جان-لوك غودار وجيرارد ريختر ومارسيل بروست وراينر ماريا ريلكه وتيرينس ماليك وجايمس كولمان وجيف وول وشانتال أكرمان وجون دوغدال، إضافةً إلى كتابتها عن العديد من المفكّرين: جاك لاكان وفريدريك نيتشه وسيغموند فرويد ووالتر بنيامين ومارتن هايدغر وموريس ميرلو بونتي ولو أندرياس سالومي.
كما شاركت سيلفرمان بتأليف كتاب الحديث عن جودارد إلى جانب الفنان وصانع الأفلام الألماني هارون فاروكي، الذي تزوجت منه منذ 1992 حتى 1999.
يقول جورج بايكر من جامعة كاليفورنيا في لوس آنجلوس عن كتاب كاجا لحم لحمي (الإنجليزيّة: Flesh of my flesh): «هذا كتاب غير عاديّ: أعظم ما أبدعت سيلفرمان. في البعض النواحي الكتاب فريدٌ من نوعه، وباعتبار أن رهاناته مرتفعة يمكن اعتباره عالمياً تقريباً. برأيي، هكذا كتاب يصادف المرء مثله بضع مرات في حياتهز إنه بهذه الأهميّة.»

## المؤلفات والمنشورات
ترجمة العنوانين غير صحيحة بالضرورة.
| العام | عنوان الكتاب                                                       | عنوان الكتاب (بالعربية)                                   | مسؤول النشر          | ملاحظات                   |
| ----- | ------------------------------------------------------------------ | --------------------------------------------------------- | -------------------- | ------------------------- |
| 1983  | The Subject of Semiotics                                           | موضوع السيمائيّة                                           | مطبعة جامعة أوكسفورد |                           |
| 1988  | The Acoustic Mirror: The Female Voice in Psychoanalysis and Cinema | المرآة السمعيّة: الصوت الأنثويّ في التحليل النفسيّ والسينما  | مطبعة جامعة إنديانا  |                           |
| 1992  | Male Subjectivity at the Margins                                   | الذاتيّة الذكوريّة على الهامش                               | مطبعة روتيلدج        |                           |
| 1996  | The Threshold of the Visible World                                 | عتبة العالم المرئيّ                                        | مطبعة روتيلدج        |                           |
| 1998  | Speaking About Godard                                              | الحديث عن جودارد                                          | مطبعة جامعة نيويورك  | بالإشتراك مع هارون فاروكي |
| 2000  | World Spectators                                                   | متفرجو العالم                                             | مطبعة جامعة ستانفورد |                           |
| 2002  | James Coleman                                                      | جايمس كولمان                                              | ميونيخ: هاتج كانز    |                           |
| 2009  | Flesh of My Flesh                                                  | لحم لحمي                                                  | مطبعة جامعة ستانفورد |                           |
| 2015  | The Miracle of Analogy: or The History of Photography, Part 1      | معجزة المُماَثلة: أو تاريخ التصوير الفوتوغرافيّ، الجزء الأول | مطبعة جامعة ستانفورد |                           |

## روابط خارجية
- كاجا سيلفرمان تلقي محاضرةً عن جيرارد ريختر على يوتيوب
- «شفق الأجيال القادمة» (الإنجليزيّة: The Twilight of Posterity)، محاضرة كاجا سيلفرمان في جامعة كاليفورنيا في بركلي.
- ندورة صوتيّة بعنوان الفن والتكنولوجيا والثقافة من "Lectures with Lindsay" نسخة محفوظة 11 يناير 2015 على موقع واي باك مشين.
- موقع كاجا سيلفرمان الإلكترونيّ